# Тузуклей
Тузуклей  (рос. Тузуклей) — село у Камизяцькому районі Астраханської області Російської Федерації.
Населення становить 2388  осіб. Входить до складу муніципального утворення Новотузуклейська сільська рада.

## Історія
Населений пункт розташований на території українського етнічного та культурного краю Жовтий Клин. Від 1925 року належить до Камизяцького району.
Згідно із законом від 6 серпня 2004 року органом місцевого самоврядування є Новотузуклейська сільська рада.

## Населення
| 2002 | 2010  | 2011  | 2012  |
| ---- | ----- | ----- | ----- |
| 2164 | ↗2273 | ↗2363 | ↗2388 |